# Colori e pastelli Crayola

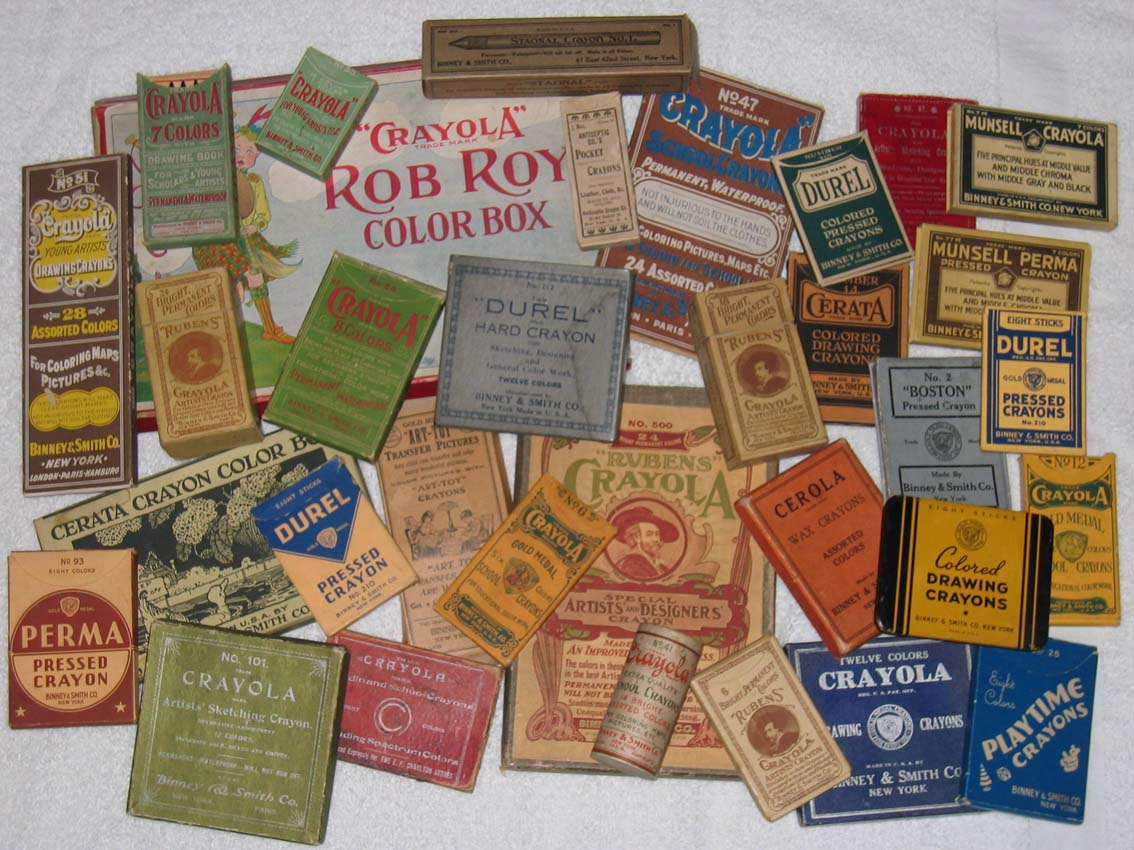
Un assortimento di scatole di pastelli prodotte da Binney & Smith tra il 1903 e il 1920

Questa è la lista completa in valori esadecimali dei colori e pastelli Crayola prodotti dal 1903.

## Colori standard
| Colore                                                | H   | S   | V   | R   | G   | B   | Esadecimale | Note |
| ----------------------------------------------------- | --- | --- | --- | --- | --- | --- | ----------- | --- |
| Red (Rosso)                                           | 255 | 0   | 0   | 0   | 100 | 100 | #FF0000     | Prodotto dal 1903–presente. |
| Maroon (Rossastro)                                    | 346 | 83  | 76  | 195 | 33  | 72  | #C32148     | Prodotto dal 1949–presente. Conosciuto anche come "Dark Red" (Rosso scuro), 1949–1958. |
| Scarlet (Scarlatto)                                   | 350 | 94  | 99  | 253 | 14  | 53  | #FD0E35     | Prodotto dal 1998–presente. Conosciuto anche come "Torch Red" (Rosso torcia), 1998. |
| Brick Red (Rosso mattone)                             | 352 | 77  | 78  | 198 | 45  | 66  | #C62D42     | Prodotto dal 1958–presente. |
| English Vermilion (Vermiglione inglese)               | 358 | 65  | 80  | 204 | 71  | 75  | #CC474B     | Chiamato anche "Vermillion." Prodotto dal 1903–1935. |
| Madder Lake (Lacca di garanza)                        | 359 | 75  | 80  | 204 | 51  | 54  | #CC3336     | Prodotto dal 1903–1935. |
| Permanent Geranium Lake (Lacca di geranio permanente) | 0   | 80  | 88  | 225 | 44  | 44  | #E12C2C     | Prodotto dal 1903–circa 1910. |
| Maximum Red (Rosso massimo)                           | 0   | 85  | 85  | 217 | 33  | 33  | #D92121     | Parte della Munsell line, 1926–1944. |
| Indian Red (Rosso indiano)                            | 3   | 61  | 73  | 185 | 78  | 72  | #B94E48     | Prodotto dal 1903–presente. Conosciuto anche come "Chestnut" (Castano) dal 1999. |
| Orange-Red (Arancione-rosso)                          | 3   | 71  | 100 | 255 | 63  | 52  | #FF5349     | Prodotto dal 1958–1990. |
| Sunset Orange (Arancione tramonto)                    | 4   | 75  | 100 | 254 | 76  | 64  | #FE4C40     | Prodotto dal 1997–presente. |
| Bittersweet (Dulcamara)                               | 6   | 63  | 100 | 254 | 111 | 94  | #FE6F5E     | Prodotto dal 1958–presente. |
| Dark Venetian Red (Rosso veneziano scuro)             | 10  | 80  | 70  | 179 | 59  | 36  | #B33B24     | "Venetian Red, Dark" sulle etichette. Prodotto dal 1903–circa 1910. |
| Venetian Red (Rosso veneziano)                        | 10  | 70  | 80  | 204 | 85  | 61  | #CC553D     | Prodotto dal 1903–1944. |
| Light Venetian Red (Rosso veneziano chiaro)           | 10  | 60  | 90  | 230 | 115 | 92  | #E6735C     | "Venetian Red, Light" sulle etichette. Prodotto dal 1903–circa 1910. |
| Vivid Tangerine (Mandarino intenso)                   | 12  | 50  | 100 | 255 | 153 | 128 | #FF9980     | Prodotto dal 1990–presente. |
| Middle Red (Rosso medio)                              | 15  | 50  | 90  | 229 | 144 | 115 | #E58E73     | Parte della Munsell line, 1926–1944. |
| Burnt Orange (Arancione bruciato)                     | 18  | 71  | 100 | 255 | 112 | 52  | #FF7F49     | Prodotto dal 1958–presente. |
| Red-Orange (Rosso-arancione)                          | 20  | 88  | 100 | 255 | 104 | 31  | #FF681F     | Prodotto dal 1930–presente. |
| Orange (Arancione)                                    | 255 | 102 | 0   | 24  | 100 | 100 | #FF6600     | Prodotto dal 1903–presente. |
| Macaroni and Cheese (Maccheroni e formaggio)          | 28  | 52  | 100 | 255 | 185 | 123 | #FFB97B     | Prodotto dal 1993–presente. Trovato anche come "Macaroni & Cheese" e "Macaroni-n-Cheese". |
| Middle Yellow Red (Giallo rosso medio)                | 30  | 50  | 93  | 236 | 177 | 118 | #ECB176     | Parte della Munsell line, 1926–1944. Stesso colore come "Medium Orange" (Arancione medio) (1949–1958). |
| Mango Tango (Mango Tango)                             | 30  | 100 | 91  | 231 | 114 | 0   | #E77200     | Prodotto dal 2003–presente. |
| Yellow-Orange (Giallo-arancione)                      | 34  | 74  | 100 | 255 | 174 | 66  | #FFAE42     | Prodotto dal 1930–presente. |
| Maximum Yellow Red (Giallo rosso medio)               | 40  | 70  | 95  | 242 | 186 | 73  | #F2BA49     | Parte della Munsell line, 1926–1944. |
| Banana Mania (Banana Mania)                           | 44  | 29  | 98  | 251 | 231 | 178 | #FBE7B2     | Prodotto dal 1998–presente. |
| Maize (Granturco)                                     | 44  | 70  | 95  | 242 | 198 | 73  | #F2C649     | Prodotto dal 1903–1990. Conosciuto anche come "Gold Ochre" (Ocra dorata), 1903–1958. "Golden Ochre" su alcune etichette.                                                                                                |
| Orange-Yellow (Arancione-giallo)                      | 45  | 58  | 97  | 248 | 213 | 104 | #F8D568     | Prodotto dal 1958–1990. |
| Goldenrod (Verga d'oro)                               | 45  | 59  | 99  | 252 | 214 | 103 | #FCD667     | Prodotto dal 1903–presente. Conosciuto anche come "Medium Chrome Yellow" (Giallo cromo medio) (1903–?) e "Medium Yellow" (Giallo medio) (1903–1958).                                                                    |
| Dandelion (Tarassaco)                                 | 240 | 225 | 48  | 55  | 80  | 94  | #F0E130     | Prodotto dal 1990-2017. |
| Yellow (Giallo)                                       | 255 | 255 | 0   | 60  | 100 | 100 | #FFFF00     | Prodotto dal 1903–presente. |
| Green-Yellow (Verde-giallo)                           | 54  | 44  | 95  | 241 | 231 | 136 | #F1E788     | Prodotto dal 1958–presente. |
| Middle Yellow (Giallo medio)                          | 255 | 277 | 2   | 54  | 99  | 100 | #FFE302     | Parte della Munsell line, 1926–1944. |
| Olive Green (Verde oliva)                             | 59  | 49  | 71  | 181 | 179 | 92  | #B5B35C     | Prodotto dal 1903–presente. |
| Spring Green (Verde primavera)                        | 59  | 20  | 93  | 236 | 235 | 189 | #ECEBBD     | Prodotto dal 1958–presente. |
| Maximum Yellow (Giallo massimo)                       | 60  | 78  | 98  | 250 | 250 | 55  | #FAFA37     | Parte della Munsell line, 1926–1944. |
| Canary (Canarino)                                     | 60  | 40  | 100 | 255 | 255 | 153 | #FFFF99     | Prodotto dal 1998–presente. |
| Lemon Yellow (Giallo limone)                          | 60  | 38  | 100 | 255 | 255 | 159 | #FFFF9F     | Prodotto dal 1903–1990. Conosciuto anche come "Light Chrome Yellow" (Giallo cromo chiaro) (sulle etichette "Chrome Yellow, Light") o "Light Yellow" (Giallo chiaro), 1903–1958. Sulle etichette "Chrome Yellow, Light." |
| Maximum Green Yellow (Verde giallo massimo)           | 65  | 65  | 90  | 217 | 230 | 80  | #D9E650     | Parte della Munsell line, 1926–1944. |
| Middle Green Yellow (Verde giallo medio)              | 72  | 50  | 75  | 172 | 191 | 96  | #ACBF60     | Parte della Munsell line, 1926–1944. |
| Inchworm (Bruco di geometride)                        | 75  | 92  | 89  | 175 | 227 | 19  | #AFE313     | Prodotto dal 2003–presente. |
| Light Chrome Green (Verde cromo charo)                | 75  | 67  | 90  | 190 | 230 | 75  | #BEE64B     | "Chrome Green, Light" sulle etichette. Prodotto dal 1903–1935. Stesso colore come "Light Green" (Verde chiaro) (1903–1935).                                                                                             |
| Yellow-Green (Giallo-verde)                           | 76  | 46  | 88  | 197 | 225 | 122 | #C5E17A     | Prodotto dal 1930–presente. |
| Maximum Green (Verde massimo)                         | 90  | 65  | 55  | 94  | 140 | 49  | #5E8C31     | Parte della Munsell line, 1926–1944. |
| Asparagus (Asparago)                                  | 92  | 43  | 63  | 123 | 160 | 91  | #7BA05B     | Prodotto dal 1993–presente. |
| Granny Smith Apple (Mela Granny Smith)                | 112 | 34  | 88  | 157 | 224 | 147 | #9DE093     | Prodotto dal 1993–presente. |
| Fern (Felce)                                          | 126 | 46  | 72  | 99  | 183 | 108 | #63B76C     | Prodotto dal 1998–presente. |
| Middle Green (Verde medio)                            | 3   | 121 | 73  | 156 | 98  | 47  | #037949     | Parte della Munsell line, 1926–1944. |
| Green (Verde)                                         | 120 | 100 | 50  | 0   | 128 | 0   | #008000     | Prodotto dal 1903–presente. |
| Medium Chrome Green (Verde cromo medio)               | 137 | 35  | 65  | 108 | 166 | 124 | #6CA67C     | "Chrome Green, Medium" sulle etichette. Prodotto dal 1903–1939. Stesso colore come "Medium Green" (Verde medio) (1903–1939).                                                                                            |
| Forest Green (Verde foresta)                          | 120 | 76  | 55  | 34  | 139 | 34  | #228B22     | Prodotto dal 1949–presente. Conosciuto anche come "Dark Green" (Verde scuro), 1949–1958. |
| Sea Green (Verde mare)                                | 149 | 34  | 87  | 147 | 223 | 184 | #93DFB8     | Prodotto dal 1949–presente. Conosciuto anche come "Light Green" (Verde chiaro), 1949–1958. |
| Shamrock (Trifoglio)                                  | 160 | 75  | 80  | 51  | 204 | 153 | #33CC99     | Prodotto dal 1993–presente. |
| Mountain Meadow (Prato montano)                       | 162 | 85  | 70  | 26  | 179 | 133 | #1AB385     | Prodotto dal 1998–presente. |
| Jungle Green (Verde giungla)                          | 163 | 76  | 67  | 41  | 171 | 135 | #29AB87     | Prodotto dal 1990–presente. |
| Caribbean Green (Verde caraibico)                     | 165 | 100 | 80  | 0   | 204 | 153 | #00CC99     | Prodotto dal 1997–presente. |
| Tropical Rain Forest (Foresta pluviale tropicana)     | 168 | 100 | 46  | 0   | 117 | 94  | #00755E     | Prodotto dal 1993–presente. |
| Middle Blue Green (Blu verde medio)                   | 170 | 35  | 85  | 141 | 217 | 204 | #8DD9CC     | Parte della Munsell line, 1926–1944. |
| Pine Green (Verde pino)                               | 175 | 99  | 47  | 1   | 120 | 111 | #01786F     | Prodotto dal 1903–1949, 1958–presente. Conosciuto anche come "Dark Chrome Green" (Verde cromo scuro) ("Chrome Green, Dark" sulle etichette) o "Dark Green" (Verde scuro), 1903–1949.                                    |
| Maximum Blue Green (Blu verde massimo)                | 180 | 75  | 75  | 48  | 191 | 191 | #30BFBF     | Parte della Munsell line, 1926–1944. |
| Robin's Egg Blue (Blu uovo di pettirosso)             | 180 | 100 | 80  | 0   | 204 | 204 | #00CCCC     | Prodotto dal 1993–presente. |
| Teal Blue (Blu alzavola)                              | 180 | 100 | 50  | 0   | 128 | 128 | #008080     | Prodotto dal 1990–2003. |
| Light Blue (Blu chiaro)                               | 173 | 216 | 230 | 195 | 25  | 90  | #ADD8E6     | Prodotto dal only in 1958. |
| Aquamarine (Acquamarina)                              | 186 | 36  | 91  | 149 | 224 | 232 | #95E0E8     | Prodotto dal 1949–presente. Conosciuto anche come "Light Turquoise Blue" (Blu turchese chiaro), 1949–1958. |
| Turquoise Blue (Blu turchese)                         | 186 | 53  | 91  | 108 | 218 | 231 | #6CDAE7     | Prodotto dal 1935–presente. Disponibile all'ingrosso, 1935–1949. |
| Outer Space (Spazio esterno)                          | 189 | 22  | 23  | 45  | 56  | 58  | #2D383A     | Prodotto dal 1998–presente. |
| Sky Blue (Blu cielo)                                  | 190 | 50  | 92  | 118 | 215 | 234 | #76D7EA     | Prodotto dal 1958–presente. |
| Middle Blue (Blu medio)                               | 0   | 0   | 205 | 240 | 100 | 80  | #0000CD     | Parte della Munsell line, 1926–1944. |
| Blue-Green (Blu-verde)                                | 191 | 100 | 72  | 0   | 149 | 183 | #0095B7     | Prodotto dal 1949–presente. Conosciuto anche come "Middle Blue-Green" (Blu-verde medio), 1949–1958. |
| Pacific Blue (Blu Pacifico)                           | 192 | 100 | 77  | 0   | 157 | 196 | #009DC4     | Prodotto dal 1993–presente. |
| Cerulean (Ceruleo)                                    | 193 | 99  | 83  | 2   | 164 | 211 | #02A4D3     | Prodotto dal 1990–presente. |
| Maximum Blue (Blu massimo)                            | 195 | 65  | 80  | 71  | 171 | 204 | #47ABCC     | Prodotto dal 1926–1958. Parte della Munsell line, 1926–1944. Conosciuto anche come "Blue-Green" (Blu-verde), 1930–1958.                                                                                                 |
| Blue (I) (Blu)                                        | 196 | 80  | 90  | 46  | 180 | 230 | #4997D0     | Prodotto dal 1903–1958. Conosciuto anche come "Celestial Blue" (Blu celeste), 1935–1949, e "Azure Blue" (Blu azzurro), 1949–1958.                                                                                       |
| Cerulean Blue (Blu ceruleo)                           | 200 | 75  | 80  | 51  | 154 | 204 | #339ACC     | Prodotto dal 1949–1958. |
| Cornflower (Fiordaliso)                               | 201 | 37  | 92  | 147 | 204 | 234 | #93CCEA     | Prodotto dal 1958–presente. |
| Green-Blue (Verde-blu)                                | 204 | 80  | 78  | 40  | 135 | 200 | #2887C8     | Prodotto dal 1958–1990. |
| Midnight Blue (Blu notte)                             | 210 | 100 | 55  | 0   | 70  | 140 | #00468C     | Prodotto dal 1903–presente. Conosciuto anche come "Prussian Blue" (Blu di Prussia), 1903–1958. |
| Navy Blue (Blu marino)                                | 210 | 100 | 80  | 0   | 102 | 204 | #0066CC     | Prodotto dal 1958–presente. |
| Denim (Denim)                                         | 213 | 89  | 74  | 21  | 96  | 189 | #1560BD     | Prodotto dal 1993–presente. |
| Blue (III) (Blu)                                      | 216 | 100 | 100 | 0   | 102 | 255 | #0066FF     | Prodotto dal 1949–presente. |
| Cadet Blue (Blu cadetto)                              | 219 | 13  | 76  | 169 | 178 | 195 | #A9B2C3     | Prodotto dal 1958–presente. |
| Periwinkle (Pervinca)                                 | 223 | 15  | 90  | 195 | 205 | 230 | #C3CDE6     | Prodotto dal 1958–presente. |
| Blue (II) (Blu)                                       | 224 | 70  | 90  | 69  | 112 | 230 | #4570E6     | Prodotto dal 1935–1958. Conosciuto anche come "Medium Blue" (Blu medio), 1949–1958. |
| Bluetiful (YInMn Blue)                                | 224 | 74  | 91  | 60  | 105 | 231 | #3C69E7     | Introdotto nel 2017 |
| Wild Blue Yonder (Blu spazio profondo)                | 225 | 34  | 72  | 122 | 137 | 184 | #7A89B8     | Prodotto dal 2003–presente. |
| Indigo (Indaco)                                       | 75  | 0   | 130 | 275 | 25  | 25  | #4B0082     | Prodotto dal 1999–presente. |
| Manatee (Lamantino)                                   | 231 | 12  | 63  | 141 | 144 | 161 | #8D90A1     | Prodotto dal 1998–presente. |
| Cobalt Blue (Blu cobalto)                             | 236 | 30  | 78  | 140 | 144 | 200 | #8C90C8     | Prodotto dal 1903–1958. |
| Celestial Blue (Blu celeste)                          | 240 | 45  | 80  | 112 | 112 | 204 | #7070CC     | Prodotto dal 1903–circa 1910. |
| Blue Bell (Campanula)                                 | 240 | 25  | 80  | 153 | 153 | 204 | #9999CC     | Prodotto dal 1998–presente. |
| Maximum Blue Purple (Blu porpora massimo)             | 240 | 25  | 90  | 172 | 172 | 230 | #ACACE6     | Parte della Munsell line, 1926–1944. |
| Violet-Blue (Viola-blu)                               | 245 | 45  | 78  | 118 | 110 | 200 | #766EC8     | Prodotto dal 1930–1990. Conosciuto anche come "Blue-Violet" (Blu-viola), 1930–1958. |
| Blue-Violet (Blu-viola)                               | 249 | 53  | 72  | 100 | 86  | 183 | #6456B7     | Prodotto dal 1949–presente. Conosciuto anche come "Violet" (Viola) 1949–1958. |
| Ultramarine Blue (Blo oltremare)                      | 250 | 80  | 75  | 63  | 38  | 191 | #3F26BF     | Prodotto dal 1903–1944. |
| Middle Blue Purple (Blu porpora medio)                | 260 | 40  | 75  | 139 | 114 | 190 | #8B72BE     | Parte della Munsell line, 1926–1944. |
| Purple Heart (Purple Heart)                           | 263 | 77  | 76  | 101 | 45  | 193 | #652DC1     | Prodotto dal 1998–presente. |
| Royal Purple (Porpora reale)                          | 267 | 61  | 63  | 107 | 63  | 160 | #6B3FA0     | Prodotto dal 1990–presente. |
| Violet (II) (Viola)                                   | 274 | 45  | 64  | 131 | 89  | 163 | #8359A3     | Prodotto dal 1930–1949, 1958–presente. Sulle etichette "Violet (Purple)". |
| Medium Violet (Viola medio)                           | 159 | 0   | 255 | 277 | 100 | 100 | #9F00FF     | Prodotto dal 1949–1958. |
| Wisteria (Glicine)                                    | 281 | 27  | 86  | 201 | 160 | 220 | #C9A0DC     | Prodotto dal 1993–presente. |
| Lavender (I) (Lavanda)                                | 287 | 30  | 80  | 191 | 143 | 204 | #BF8FCC     | Prodotto dal 1949–1958. |
| Vivid Violet (Viola intenso)                          | 289 | 62  | 56  | 128 | 55  | 144 | #803790     | Prodotto dal 1997–presente. |
| Maximum Purple (Porpora medio)                        | 290 | 60  | 50  | 115 | 51  | 128 | #733380     | Parte della Munsell line, 1926–1944. |
| Purple Mountains' Majesty (Purple Mountains' Majesty) | 291 | 21  | 87  | 214 | 174 | 221 | #D6AEDD     | Prodotto dal 1993–presente. Trovato anche come "Purple Mountain Majesty" e "Purple Mountain's Majesty." |
| Fuchsia (Fucsia)                                      | 300 | 56  | 76  | 193 | 84  | 193 | #C154C1     | Prodotto dal 1990–presente. |
| Pink Flamingo (Rosa fenicottero)                      | 300 | 54  | 99  | 252 | 116 | 253 | #FC74FD     | Prodotto dal 1997–presente. |
| Violet (I) (Viola)                                    | 306 | 60  | 45  | 115 | 46  | 108 | #732E6C     | Prodotto dal 1903–1930. Also Conosciuto anche come "Purple" (Porpora) (1903–circa 1914). |
| Brilliant Rose (Rosa brillante)                       | 311 | 55  | 90  | 230 | 103 | 206 | #E667CE     | Prodotto dal 1949–1958. |
| Orchid (Orchidea)                                     | 314 | 31  | 89  | 226 | 156 | 210 | #E29CD2     | Prodotto dal 1949–presente. Conosciuto anche come "Medium Red-Violet" (Rosso-viola medio), 1949–1958. |
| Plum (Prugna)                                         | 314 | 65  | 56  | 142 | 49  | 121 | #8E3179     | Prodotto dal 1958–presente. |
| Medium Rose (Rosa medio)                              | 315 | 50  | 85  | 217 | 108 | 190 | #D96CBE     | Prodotto dal 1949–1958. |
| Thistle (Cardo)                                       | 320 | 25  | 92  | 235 | 176 | 215 | #EBB0D7     | Prodotto dal 1949–1999. Conosciuto anche come "Light Magenta" (Magenta chiaro), 1949–1958. |
| Mulberry (Mora)                                       | 323 | 60  | 78  | 200 | 80  | 155 | #C8509B     | Prodotto dal 1958–2003. |
| Red-Violet (Rosso-viola)                              | 324 | 73  | 73  | 187 | 51  | 133 | #BB3385     | Prodotto dal 1930–presente. |
| Middle Purple (Porpora medio)                         | 325 | 40  | 85  | 217 | 130 | 181 | #D982B5     | Parte della Munsell line, 1926–1944. |
| Maximum Red Purple (Rosso porpora massimo)            | 325 | 65  | 65  | 166 | 58  | 121 | #A63A79     | Parte della Munsell line, 1926–1944. |
| Jazzberry Jam (Marmellata di fiori d'ibisco)          | 328 | 93  | 65  | 165 | 11  | 94  | #A50B5E     | Prodotto dal 2003–presente. |
| Eggplant (Melanzana)                                  | 329 | 34  | 38  | 97  | 64  | 81  | #614051     | Prodotto dal 1998–presente. |
| Magenta (Magenta)                                     | 329 | 66  | 96  | 246 | 83  | 166 | #F653A6     | Prodotto dal 1903–presente. Stesso colore come "Permanent Magenta" (Magenta permanente) (1903–?). |
| Cerise (Ciliegia)                                     | 330 | 77  | 85  | 218 | 50  | 135 | #DA3287     | Prodotto dal 1993–presente. |
| Wild Strawberry (Fragola selvatica)                   | 330 | 80  | 100 | 255 | 51  | 153 | #FF3399     | Prodotto dal 1990–presente. |
| Lavender (II) (Lavanda)                               | 332 | 31  | 98  | 251 | 174 | 210 | #FBAED2     | Prodotto dal 1958–presente. |
| Cotton Candy (Zucchero filato)                        | 335 | 28  | 100 | 255 | 183 | 213 | #FFB7D5     | Prodotto dal 1998–presente. |
| Carnation Pink (Rosa incarnato)                       | 336 | 35  | 100 | 255 | 166 | 201 | #FFA6C9     | Prodotto dal 1903–presente. Conosciuto anche come "Rose Pink" (Rosa fiore) (1903–1958) e "Pink" (Rosa) (1903–1917). |
| Violet-Red (Viola-rosso)                              | 337 | 72  | 97  | 247 | 70  | 138 | #F7468A     | Prodotto dal 1958–presente. |
| Razzmatazz (Confusione)                               | 338 | 95  | 89  | 227 | 11  | 92  | #E30B5C     | Prodotto dal 1993–presente. |
| Pig Pink (Rosa maialino)                              | 339 | 15  | 99  | 253 | 215 | 228 | #FDD7E4     | Prodotto dal 1998–presente. Chiamato anche "Piggy Pink." (Rosa porcellino) |
| Carmine (Carminio)                                    | 340 | 80  | 90  | 230 | 46  | 107 | #E62E6B     | Prodotto dal 1935–1958. Conosciuto anche come "Carmine Red" (Rosso carminio), 1949–1958. |
| Blush (Rosato)                                        | 342 | 63  | 86  | 219 | 80  | 121 | #DB5079     | Prodotto dal 1998–presente. Conosciuto anche come "Cranberry" (Mirtillo), 1998–2005. |
| Tickle Me Pink (Rosa frizzante)                       | 342 | 49  | 99  | 252 | 128 | 165 | #FC80A5     | Prodotto dal 1993–presente. |
| Mauvelous (Mauvelous)                                 | 345 | 40  | 94  | 240 | 145 | 169 | #F091A9     | Prodotto dal 1993–presente. |
| Salmon (Salmone)                                      | 350 | 43  | 100 | 255 | 145 | 164 | #FF91A4     | Prodotto dal 1949–presente. |
| Middle Red Purple (Rosso porpora medio)               | 0   | 83  | 83  | 165 | 83  | 83  | #A55353     | Parte della Munsell line, 1926–1944. |
| Mahogany (Mogano)                                     | 0   | 74  | 79  | 202 | 52  | 53  | #CA3435     | Prodotto dal 1949–presente. |
| Melon (Melone)                                        | 10  | 32  | 100 | 254 | 186 | 173 | #FEBAAD     | Prodotto dal 1958–presente. |
| Pink Sherbert (Rosa scuro)                            | 12  | 43  | 97  | 247 | 163 | 142 | #F7A38E     | Prodotto dal 1998–presente. Conosciuto anche come "Brink Pink" (Rosa sponda), 1998–2005. |
| Burnt Sienna (Terra di Siena bruciata)                | 14  | 65  | 91  | 233 | 116 | 81  | #E97451     | Prodotto dal 1903–presente. |
| Brown (Marrone)                                       | 14  | 65  | 69  | 175 | 89  | 62  | #AF593E     | Prodotto dal 1935–presente. |
| Sepia (Seppia)                                        | 17  | 59  | 62  | 158 | 91  | 64  | #9E5B40     | Prodotto dal 1935–1944, 1958–presente. Disponibile all'ingrosso, 1935–1939. |
| Fuzzy Wuzzy (Fuzzy Wuzzy)                             | 20  | 77  | 53  | 135 | 66  | 31  | #87421F     | Prodotto dal 1998–presente. Conosciuto anche come "Fuzzy Wuzzy Brown" (Marrone Fuzzy Wuzzy), 1998–2005. |
| Beaver (Castoro)                                      | 22  | 38  | 57  | 146 | 111 | 91  | #926F5B     | Prodotto dal 1998–presente. |
| Tumbleweed (Salsola)                                  | 24  | 42  | 87  | 222 | 166 | 129 | #DEA681     | Prodotto dal 1993–presente. |
| Raw Sienna (Terra di Siena naturale)                  | 24  | 67  | 82  | 210 | 125 | 70  | #D27D46     | Prodotto dal 1958–presente. |
| Van Dyke Brown (Bruno Van Dyke)                       | 25  | 60  | 40  | 102 | 66  | 40  | #664228     | Prodotto dal 1903–1935. Stesso colore come "Brown" (Marrone) (1903–1935). |
| Tan (Tanno)                                           | 25  | 50  | 85  | 217 | 154 | 108 | #D99A6C     | Prodotto dal 1958–presente. |
| Desert Sand (Sabbia del deserto)                      | 25  | 26  | 93  | 237 | 201 | 175 | #EDC9AF     | Prodotto dal 1998–presente. |
| Peach (Pesca)                                         | 26  | 36  | 100 | 255 | 203 | 164 | #FFCBA4     | Prodotto dal 1903–presente. Conosciuto anche come "Flesh Tint" (Tinta carne) (1903–1949), "Flesh" (Carne) (1949–1956, 1958–1962) e "Pink Beige" (Beige rosa) (1956–1958).                                               |
| Burnt Umber (Terra d'ombra bruciata)                  | 27  | 60  | 50  | 128 | 85  | 51  | #805533     | Prodotto dal 1903–1944. |
| Apricot (Albicocca)                                   | 28  | 30  | 99  | 253 | 213 | 177 | #FDD5B1     | Prodotto dal 1958–presente. |
| Almond (Mandorla)                                     | 30  | 18  | 93  | 238 | 217 | 196 | #EED9C4     | Prodotto dal 1998–presente. |
| Raw Umber (Terra d'ombra naturale)                    | 31  | 50  | 40  | 102 | 82  | 51  | #665233     | Prodotto dal 1903–1990. |
| Shadow (Ombra)                                        | 38  | 39  | 51  | 131 | 112 | 80  | #837050     | Prodotto dal 1998–presente. |
| Raw Sienna (I) (Terra di Siena naturale)              | 42  | 60  | 90  | 230 | 188 | 92  | #E6BC5C     | Prodotto dal 1903–circa 1910. |
| Timberwolf (Lupo di bosco)                            | 42  | 5   | 85  | 217 | 214 | 207 | #D9D6CF     | Prodotto dal 1993–presente. |
| Gold (I) (Oro)                                        | 60  | 25  | 57  | 146 | 146 | 110 | #92926E     | Metallico; Prodotto dal 1903–1944. Disponibile all'ingrosso dal 1915. |
| Gold (II) (Oro)                                       | 34  | 40  | 90  | 230 | 190 | 138 | #E6BE8A     | Metallico; Disponibile all'ingrosso, 1953–1956. |
| Silver (Argento)                                      | 21  | 7   | 79  | 201 | 192 | 187 | #C9C0BB     | Metallico; Prodotto dal 1903–presente. Disponibile all'ingrosso, 1915–1944. |
| Copper (Rame)                                         | 18  | 53  | 85  | 218 | 138 | 103 | #DA8A67     | Metallico; Prodotto dal 1903–1915, 1958–presente. |
| Antique Brass (Ottone antico)                         | 22  | 50  | 78  | 200 | 138 | 101 | #C88A65     | Metallico; Prodotto dal 1998–presente. |
| Black (Nero)                                          | 0   | 0   | 0   | 0   | 0   | 0   | #000000     | Prodotto dal 1903–presente. |
| Charcoal Gray (Grigio carbone)                        | 30  | 15  | 45  | 115 | 106 | 98  | #736A62     | Prodotto dal 1903–1910. |
| Gray (Grigio)                                         | 128 | 128 | 128 | 0   | 0   | 50  | #808080     | Come "Middle Grey" (Grigio medio), Parte della Munsell line, 1926–1944. Scritto "Grey" sulle etichette, ma "Gray" sulle confezioni. Chiamato anche "Neutral Grey" (Grigio neutro), 1930–1956.                           |
| Blue-Gray (Blu-grigio)                                | 240 | 2   | 80  | 200 | 200 | 205 | #C8C8CD     | Prodotto dal 1958–1990. |
| White (Bianco)                                        | 0   | 0   | 100 | 255 | 255 | 255 | #FFFFFF     | Prodotto dal 1903–presente. |

## Pastelli speciali

### Pastelli fluorescenti
| Colore                                  | H   | S   | V   | R   | G   | B   | Esadecimale | Note                                                                          |
| --------------------------------------- | --- | --- | --- | --- | --- | --- | ----------- | ----------------------------------------------------------------------------- |
| Radical Red (Rosso radicale)            | 348 | 79  | 100 | 255 | 53  | 94  | #FF355E     | Introdotto nel 1990.                                                          |
| Wild Watermelon (Cocomero selvatico)    | 349 | 64  | 99  | 253 | 91  | 120 | #FD5B78     | Stesso colore come "Ultra Red" (Ultra rosso) (1972–1990).                     |
| Outrageous Orange (Arancione eccessivo) | 12  | 78  | 100 | 255 | 96  | 55  | #FF6037     | Stesso colore come "Ultra Orange" (Ultra arancione) (1972–1990).              |
| Atomic Tangerine (Mandarino atomico)    | 20  | 60  | 100 | 255 | 153 | 102 | #FF9966     | Stesso colore come "Ultra Yellow" (Ultra giallo) (1972–1990).                 |
| Neon Carrot (Carota brillante)          | 30  | 80  | 100 | 255 | 153 | 51  | #FF9933     | Introdotto nel 1990.                                                          |
| Sunglow (Bagliore)                      | 45  | 80  | 100 | 255 | 204 | 51  | #FFCC33     | Introdotto nel 1990.                                                          |
| Laser Lemon (Limone laser)              | 60  | 60  | 100 | 255 | 255 | 102 | #FFFF66     | Stesso colore come "Chartreuse" (Certosino) (1972–1990).                      |
| Unmellow Yellow (Giallo duro)           | 60  | 60  | 100 | 255 | 255 | 102 | #FFFF66     | Introdotto nel 1990.                                                          |
| Electric Lime (Lime elettrico)          | 72  | 100 | 100 | 204 | 255 | 0   | #CCFF00     | Introdotto nel 1990.                                                          |
| Screamin' Green (Verde strindente)      | 120 | 60  | 100 | 102 | 255 | 102 | #66FF66     | Stesso colore come "Ultra Green" (Ultra verde) (1972–1990).                   |
| Magic Mint (Menta magica)               | 153 | 29  | 94  | 170 | 240 | 209 | #AAF0D1     | Prodotto dal 1990–2003.                                                       |
| Blizzard Blue (Blu bufera)              | 195 | 65  | 90  | 80  | 191 | 230 | #50BFE6     | Stesso colore come "Ultra Blue" (Ultra blu) (1972–1990). Interrotto nel 2003. |
| Shocking Pink (Rosa shocking)           | 300 | 57  | 100 | 255 | 110 | 255 | #FF6EFF     | Stesso colore come "Ultra Pink" (Ultra rosa) (1972–1990).                     |
| Razzle Dazzle Rose (Rosa sfolgorante)   | 309 | 78  | 93  | 238 | 52  | 210 | #EE34D2     | Stesso colore come "Hot Magenta" (Magenta caldo) (1972–1990).                 |
| Hot Magenta (Magenta caldo)             | 312 | 100 | 100 | 255 | 0   | 204 | #FF00CC     | Introdotto nel 1990.                                                          |
| Purple Pizzazz (Porpora piccante)       | 312 | 100 | 100 | 255 | 0   | 204 | #FF00CC     | Introdotto nel 1990.                                                          |